# خواكيم نافارو
خواكيم نافارو (بالإسبانية: Joaquín Navarro Jiménez)‏ (23 يناير 1990 بغواداورتونا في إسبانيا - ) هو لاعب كرة قدم إسباني في مركز الدفاع. لعب مع ريال مايوركا وريكرياتيفو ونادي ألميريا ونادي قرطبة.

## وصلات خارجية
- خواكيم نافارو على موقع قاعدة بيانات كرة القدم.إي يو (الإنجليزية)
- خواكيم نافارو على موقع Soccerbase.com (لاعب) (الإنجليزية)
- خواكيم نافارو على موقع Soccerway.com (الإنجليزية)
- خواكيم نافارو على موقع عالم كرة القدم.نت (الإنجليزية)
- خواكيم نافارو على موقع AS.com (الإسبانية)